# Badagaon
Badagaon é uma cidade e uma nagar panchayat no distrito de Tikamgarh, no estado indiano de Madhya Pradesh.

## Demografia
Segundo o censo de 2001, Badagaon tinha uma população de 7724 habitantes. Os indivíduos do sexo masculino constituem 52% da população e os do sexo feminino 48%. Badagaon tem uma taxa de literacia de 44%, inferior à média nacional de 59,5%; com 61% para o sexo masculino e 39% para o sexo feminino. 20% da população está abaixo dos 6 anos de idade.